# Nesodillo burmanus
Nesodillo burmanus là một loài chân đều trong họ Armadillidae. Loài này được Verhoeff miêu tả khoa học năm 1946.